# 34. ročník People's Choice Awards
'34. ročník' People's Choice Awards se konal 8. ledna 2008 v Shrine Auditorium v Los Angeles, Kalifornie. Moderátorkou večera byla Queen Latifah a ceremoniál vysílala stanice CBS.

## Nominace a vítězové

### Ocenění
| Nejoblíbenější nový televizní seriál | Nejoblíbenější písnička ze soundtracku |
| --- | --- |
| - Samantha Who? - Mimoni v Americe - Zpátky do studia - Teorie velkého třesku - Carpoolers - Cavemen - Chuck - ďáblův sluha - Řekni, kdo tě zabil                             | - "You Can't Stop the Beat" - Obsazení filmu Hairspray, Hairspray - "Read My Mind" - The Killers, Friday Night Lights - "What I've Done" - Linkin Park, Transformers |
| Nejlepší filmové drama | Nejoblíbenější vtipná hvězda - muž |
| - Harry Potter a Fénixův řád - Předtucha - Disturbia | - Robin Williams - Will Ferrell - Adam Sandler |
| Nejoblíbenější akční filmový herec | Nejoblíbenější film |
| - Matt Damon - Johnny Depp - Bruce Willis | - Piráti z Karibiku: Na konci světa - Bourneovo ultimátum - Transformers                                                                                             |
| Nejoblíbenější sequel | Nejoblíbenější sci-fi seriál |
| - Piráti z Karibiku: Na konci světa - Spider-Man 3 - Bourneovo ultimátum | - Hvězdná brána: Atlantida - Battlestar Galactica - Pán času |
| Nejoblíbenější nezávislý film | Nejoblíbenější popová písnička |
| - Vášeň a cit - Síla srdce - Sicko | - "What Goes Around...Comes Around" - Justin Timberlake - "Big Girls Don't Cry" - Fergie - "Irreplaceable" - Beyoncé                                                 |
| Nejoblíbenější rocková písnička | Nejoblíbenější zpěvačka |
| - "Home" - Daughtry - "Hey There Delilah" - Plain White T's - "Makes Me Wonder" - Maroon 5                                                                                    | - Gwen Stefani - Beyoncé - Fergie |
| Nejoblíbenější filmový herec | Nejoblíbenější zpěvák |
| - Johnny Depp - Denzel Washington - Bruce Willis | - Justin Timberlake - John Mayer - Tim McGraw |
| Nejoblíbenější televizní komedie | Nejoblíbenější vtipná hvězda - žena |
| - Dva a půl chlapa - Dva z Queensu - Jmenuju se Earl | - Ellen DeGeneres - Whoopi Goldberg - Wanda Sykesová |
| Nejoblíbenější rodinný film | Nejoblíbenější filmová herečka |
| - Shrek Třetí - Božský Evan - Ratatouille | - Reese Witherspoonová - Halle Berryová - Sandra Bullock |
| Nejoblíbenější filmová komedie | Nejoblíbenější televizní drama |
| - Zbouchnutá - Simpsonovi ve filmu - Divočáci | - Dr. House - Kriminálka Las Vegas - Zákon a pořádek: Útvar pro zvláštní oběti                                                                                       |
| Nejoblíbenější skupina | Nejoblíbenější herečka v hlavní roli |
| - Rascal Flatts - Daughtry - Maroon 5 | - Drew Barrymoreová - Jessica Alba - Queen Latifah |
| Nejoblíbenější akční film | Nejoblíbenější Reunion Tour |
| - Bourneovo ultimátum - 300: Bitva u Thermopyl - Transformers | - The Police - Genesis - Van Halen |
| Nejoblíbenější televizní herečka | Nejoblíbenější hip-hopová písnička |
| - Katherine Heiglová - Sally Fieldová - Jennifer Love Hewitt | - "Give It to Me" - Timbaland, Justin Timberlake a Nelly Furtado - "Party Like a Rockstar" - Shop Boyz - "Stronger" - Kanye West                                     |
| Nejoblíbenější animovaná komedie | Nejoblíbenější herec v hlavní roli |
| - Simpsonovi - Griffinovi - Tatík Hill a spol. | - Joaquin Phoenix - Jamie Foxx - Dwayne "The Rock" Johnson |
| Nejoblíbenější country písnička | Nejoblíbenější moderátor talk show |
| - "Stand" - Rascal Flatts - "I Need You" - Tim McGraw a Faith Hill - "Never Wanted Nothing More" - Kenny Chesney                                                              | - Ellen DeGeneres - Jay Leno - Oprah Winfrey |
| Nejoblíbenější dvojice ve filmu | Nejoblíbenější R&B písnička |
| - George Clooney & Brad Pitt, Dannyho parťáci 3 - Jackie Chan & Chris Tucker, Křižovatka smrti 3 - Kirsten Dunst & Tobey Maguire, Spider-Man 3                                | - "Shut Up and Drive" - Rihanna - "Beautiful Liar" - Beyoncé a Shakira - "Because of You" - Ne-Yo                                                                    |
| Nejoblíbenější reality/show | Nejoblíbenější akční filmová herečka |
| - Dancing with the Stars - American Idol - Vítej doma! | - Keira Knightley - Jessica Alba - Jodie Foster |
| Nejoblíbenější nový dramatický seriál | Nejoblíbenější televizní herec |
| - Moonlight - Big Shots - Bionická žena - Cane - Dirty Sexy Money - Super drbna - Cestovatel - Ve městě hurikánů - Life - Život v divočině - Private Practice - Profesionálky | - Patrick Dempsey - Charlie Sheen - Kiefer Sutherland |
| Nejoblíbenější zloděj scén | Nejoblíbenější soutěžní pořad |
| - Chandra Wilson, Chirurgové - Richard Belzer, Zákon a pořádek: Útvar pro zvláštní oběti - Neil Patrick Harris, Jak jsem poznal vaši matku                                    | - Deal or No Deal - Are You Smarter Than a 5th Grader? - Jeopardy!                                                                                                   |